# Aleurina
Aleurina är ett släkte av svampar. Aleurina ingår i familjen Pyronemataceae, ordningen skålsvampar, klassen Pezizomycetes, divisionen sporsäcksvampar och riket svampar.